# Amauropelma monteithi
Amauropelma monteithi är en spindelart som beskrevs av Raven och Kylie S. Stumkat 200. Amauropelma monteithi ingår i släktet Amauropelma och familjen Ctenidae.
Artens utbredningsområde är Queensland. Inga underarter finns listade i Catalogue of Life.